# 俞国桢 (牧师)

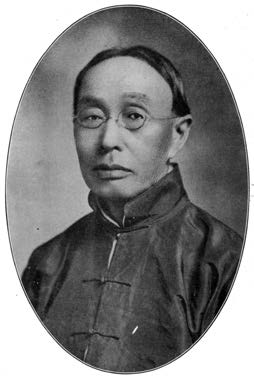
俞国桢

俞国桢（1852年—1932年11月16日），字宗周，中国耶稣教自立会创始人。
1852年，俞国桢籍贯宁波奉化，出生在中国浙江省宁波府鄞县。1867年，进入美北长老会在杭州设立的育英义塾（Hangchow Presbyterian Boys' School，之江大学前身），开始信仰基督教。1872年毕业。此后担任湖州新市镇长老会牧师。
1894年，美北长老会传教士范约翰休假回国，将其负责的汉壁礼路(今汉阳路)永祥里虹口长老会堂委托给俞国桢牧师。俞国桢提倡中国教会自立，在1903年在海宁路、克能海路（今康乐路）路口购地，次年建成沪北海宁路自立长老会堂，与差会断绝经济关系。1906年1月25日（农历正月初一），俞国桢发起成立中国耶稣教自立会。浙江平阳、湖北天门等地教会表示响应。于是在1910年，在上海成立中国耶稣教自立会总会。1916年，在商务印书馆附近的宝通路340号新建较大的西式教堂，取名为闸北自立长老会堂。
1920年，中国耶稣教自立会举行第一次全国代表大会，成立全国总会，包括中国16个省的189所礼拜堂，信徒2万余人，俞国桢被选为终身会长。1924年，俞国桢与长老会因闸北堂归属问题争执不下，最终俞辞职离开，闸北堂又回到长老会，俞国桢另外在江湾翔殷路建造永志堂作为自立会全国总会会所。1929年建成，1930年7月启用。
随着中国民族主义运动的退潮，自立会的影响也有所下降。1932年一二八事变爆发，江湾为战区中心，自立会总会事务所和俞国桢住所均毁于战火，永志堂屋顶被炮弹击中，损失惨重。俞国桢只得临时将自立会总会事务所设在施高塔路(今山阴路)四达里林鸿斌牧师住所。同年，俞国桢应邀前往浙江温州讲道，11月16日在那里病逝。